# Pedro Alejandrino del Solar
Pedro Alejandrino del Solar Gabas (Lima, 26 de noviembre de 1829 - Lima, 6 de junio de 1909) fue un político, abogado, científico, periodista, diplomático, jurista y educador peruano. Luchó, junto con sus hijos, durante la guerra del Pacífico y contribuyó con la organización de las tropas en la defensa de la capital. Fue presidente del Consejo de Ministros y ministro de Gobierno bajo el gobierno del general Andrés Avelino Cáceres en tres períodos (1886, 1886-87 y 1889-90); y primer vicepresidente de la República, bajo el gobierno de Remigio Morales Bermúdez (1890-94). Al fallecer este, le correspondía constitucionalmente completar el mandato presidencial, pero fue suplantado por el segundo vicepresidente, Justiniano Borgoño, en una disputa política que desembocó en una sangrienta guerra civil. Durante el período siguiente de su vida, Del Solar ejerció como vocal de la Corte Suprema de Justicia. Se le recuerda como político honesto, jurista sapiente y heroico combatiente en defensa de su patria.

## Familia y estudios
Nació el 26 de noviembre de 1829. Fue hijo de Juan del Solar Santisteban y Manuela Gabas Solís. Estudió en el Colegio de la Independencia (actual Facultad de Medicina de la Universidad de San Marcos), regido entonces por el eminente médico peruano Cayetano Heredia. Pasó luego al Convictorio de San Carlos, cuyo rector era Bartolomé Herrera, ideólogo conservador.
Incorporado a la docencia en 1850, enseñó en el convictorio carolino Matemáticas Puras, Física y Astronomía. En 1853 se graduó como abogado y en 1855 ingresó al servicio del Ministerio de Justicia. En 1860 se graduó de licenciado y doctor en Cánones y Ciencias.

## Carrera política
Fue miembro del Congreso Constituyente de 1860 por la provincia de Paruro entre julio y noviembre de 1860 durante el tercer gobierno de Ramón Castilla. Este congreso elaboró la Constitución de 1860, la séptima que rigió en el país y la que más tiempo ha estado vigente pues duró, con algunos intervalos, hasta 1920, es decir, sesenta años. Luego fue elegido diputado suplente por la provincia de Castrovirreyna en el Congreso Constituyente de 1867. Nombrado oficial mayor de la Cámara de Senadores en 1868, desempeñó sus funciones solo por un breve lapso, pues fue elegido senador por Huancavelica (1868-76).
Ejerció como catedrático de Física Experimental en la Facultad de Ciencias de la Universidad Nacional Mayor de San Marcos, así como decano (1868-1876), pero el gobierno lo separó de este cargo como represalia por su actitud opositora en el senado y en la prensa.
Por entonces se hizo partidario del caudillo civil Nicolás de Piérola, que intentó varias veces llegar al poder vía el golpe de Estado, durante los gobiernos de Manuel Pardo y Lavalle (1872-1876) y de Mariano Ignacio Prado (1876-1879). Escapando de la persecución política, Del Solar huyó del país en 1878.
Viajó a Francia, donde con su peculio fundó el diario La Patria; pero regresó cuando Chile declaró la guerra al Perú. Logró que el gobierno autorizara el retorno de Piérola. Se incorporó a la Guardia Urbana, donde se hizo del mando de una columna de tipógrafos.
Cuando, a fines de 1879, Piérola usurpó el poder con el título de dictador, Del Solar pasó a ser miembro del Consejo de Estado y secretario y vocal del Consejo Superior de Instrucción Pública (1880). Luego fue nombrado prefecto de Tacna, donde llegó cuando las fuerzas chilenas iniciaban la invasión. Contribuyó con la preparación de la defensa y participó en la batalla del Alto de la Alianza (26 de mayo de 1880), al mando de la División Gendarmes de Tacna, la cual estaba conformada por el «batallón Nacionales», «La Columna Agricultores de Para», «Gendarmes de Tarapacá» y «Gendarmes de Tacna», dirigiendo un total de 240 hombres. Luego de la batalla reunió a los soldados dispersos y reorganizó los batallones.

## Jefe político y militar del Sur
Posteriormente, en septiembre de 1880, se trasladó a Arequipa, con la investidura de jefe político y militar de los departamentos del Sur, además de prefecto del departamento de Arequipa.  Se mantuvo leal a Pierola, quien, pese a las derrotas de San Juan y Miraflores, y la subsiguiente ocupación chilena de Lima (enero de 1881), insistió en mantener su autoridad en todo el país, instalándose en Ayacucho. 
En Arequipa, Del Solar formó y equipó un nutrido ejército, planeando un avance sobre Tacna (y posiblemente Tarapacá), en combinación con otras fuerzas peruanas y bolivianas. Él mismo fue a La Paz para realizar los acuerdos necesarios con el gobierno del presidente Narciso Campero. Pero este plan, que habría comprometido seriamente al ejército chileno que ocupaba Lima, no llegó a concretarse.
Mientras que en Lima, su esposa Rosario Cárdenas se destacaba en la atención de los heridos de gravedad en un hospital de sangre, junto con otras damas de la ciudad.
Al ser reconocida en Arequipa la autoridad de Francisco García Calderón, Del Solar marchó a Ayacucho para reunirse con Piérola, que lo nombró ministro de Justicia (7 de octubre de 1881). Pero al ocurrir el apresamiento y el destierro de García Calderón, y viendo el apoyo que este mandatario recibía del contralmirante Lizardo Montero y del general Andrés Avelino Cáceres, Del Solar aconsejó a Pierola que renunciara al mando, para favorecer la unidad del país (noviembre de 1881). Por su parte, él regreso a Lima; pero al ordenarse su prisión, se vio obligado a marchar al Cuzco.

## Partidario de Cáceres y diputado
Retornó nuevamente a la capital al iniciarse el gobierno del general Miguel Iglesias, pero al verse otra vez perseguido, se sumó a la revolución acaudillada por Cáceres. En Tarma fue nombrado ministro de Guerra y ministro general del gobierno revolucionario en campaña (1884). Tomada la capital y victoriosa la revolución, fue nombrado director de la Casa de Moneda.
Fue elegido diputado por Castrovirreyna para el período 1886-89 y presidente de su cámara en la legislatura de 1886.

## Presidente del Consejo de Ministros y ministro de Gobierno
Fue ministro de Gobierno y presidente del Consejo de Ministros al inaugurarse el primer gobierno del general Andrés A. Cáceres, cargos que ejerció de 3 de junio a 6 de octubre de 1886. Renunció luego de que la Cámara de Diputados admitiera a debate una moción de censura.
Por segunda vez fue ministro de Gobierno y presidente del Consejo de Ministros de 22 de noviembre de 1886 a 22 de agosto de 1887. Renunció al cargo nuevamente ante la admisión a debate de una moción de censura en su contra.
Y por tercera vez ejerció los mismos cargos, de 4 de abril de 1889 a 10 de febrero de 1890. Renunció esta vez para poder postular a una senaduría y a la primera vicepresidencia de la República, pues la ley exigía al postulante renunciar a cualquier cargo público dos meses antes de las elecciones como mínimo.

## Primer vicepresidente de la República. Senador
Fue elegido primer vicepresidente de la República del gobierno del coronel (luego general) Remigio Morales Bermúdez, que era del partido de Cáceres o partido Constitucional (1890-1894). El segundo vicepresidente elegido era el coronel Justiniano Borgoño, otro conspicuo cacerista.
También en ese mismo año de 1890 Del Solar volvió a ser elegido como senador por Huancavelica y  en 1891 y 1892 fue elegido senador por Amazonas.
En 1891 Del Solar fue enviado a los Estados Unidos como ministro plenipotenciario. Con el mismo cargo pasó a España, donde preparó la asistencia del Perú a la conmemoración del cuarto centenario del descubrimiento de América. De regreso a su país fue elegido vocal de la Corte Suprema de Justicia (5 de septiembre de 1893).

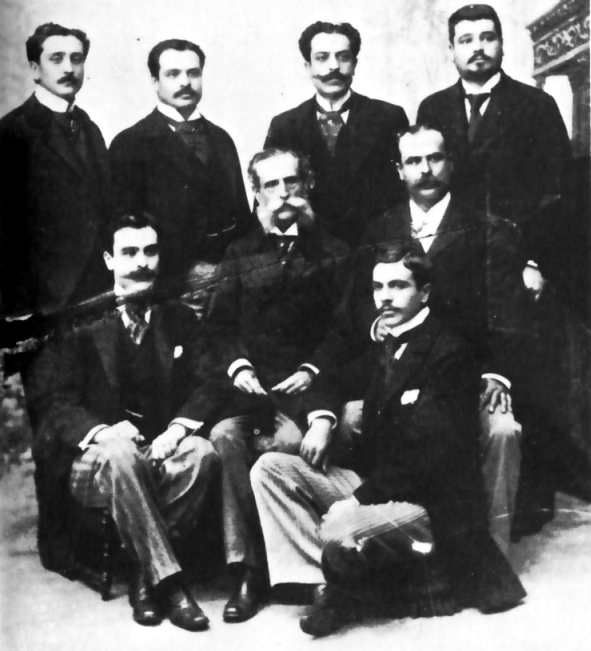
Pedro Alejandrino del Solar (al centro), rodeado de sus hijos. Foto Courret.

Poco después, enfermó súbitamente el presidente Morales Bermúdez, falleciendo a los pocos días, el 1 de abril de 1894. Pese a que constitucionalmente la sucesión le correspondía a Del Solar por ser el primer vicepresidente, fue el segundo vicepresidente, coronel Justiniano Borgoño, quien tomó el mando, pretextando que Del Solar se había excusado en una nota elevada al Consejo de Ministros. En realidad, los caceristas habían decidido impedir que Del Solar asumiera el poder, por haber denunciado las maniobras oficialistas para favorecer al general Cáceres en las elecciones presidenciales, que coincidentemente se debían realizar el mismo día en que falleció el presidente.
El gobierno de Borgoño disolvió el Congreso y convocó a nuevas elecciones con la única candidatura de Cáceres, quien como era de esperar, triunfó e inauguró su segundo gobierno el 10 de agosto de 1894.
Del Solar huyó de Lima y llegó a Tacna, donde se unió a la coalición formada por los partidos Civil y Demócrata, y confirió a Nicolás de Piérola el título de Delegado Nacional en la lucha por restablecer la legalidad. Estalló así la sangrienta revolución de 1894-1895.
Victoriosa la revolución y organizada el 20 de marzo de 1895 una Junta de Gobierno encargada de la transición, Del Solar renunció oficialmente a la vicepresidencia y se alejó de la política. Retomó su puesto de vocal supremo, del que se jubiló en 1904.

## Descendencia
En 1855 se casó en Lima con María del Rosario Cárdenas Carrillo, con la que tuvo once hijos, entre ellos los políticos Amador del Solar Cárdenas, Pedro del Solar Cárdenas, Salvador del Solar y Juan Miguel del Solar.

## Genealogía
| \| \| \| \| \| \| \| \| \| \| \| \| \| \| \| \| \| \| \| \| 16. Domingo del Solar y Ruíz \| \| \| \| \| \| \| \| \| \| \| \| \| \| \| \| \| \| \| \| \| \| \| \| \| \| \| \| \| \| \| \| \| \| \| \| \| \| \| \| \| \| \| \| \| \| \| \| \| \| \| \| \| \| 8. Melchor del Solar y García \| \| \| \| \| \| \| \| \| \| \| \| \| \| \| \| \| \| \| \| \| \| \| \| \| \| \| \| \| \| \| \| \| \| \| \| \| \| \| \| \| \| \| \| \| \| \| \| \| \| \| \| \| \| 17. Bernarda García y de la Peña \| \| \| \| \| \| \| \| \| \| \| \| \| \| \| \| \| \| \| \| \| \| \| \| \| \| \| \| \| \| \| \| \| \| \| \| \| \| \| \| \| \| \| \| \| \| \| \| \| \| \| \| \| \| 4. Manuel del Solar y León \| \| \| \| \| \| \| \| \| \| \| \| \| \| \| \| \| \| \| \| \| \| \| \| \| \| \| \| \| \| \| \| \| \| \| \| \| \| \| \| \| \| \| \| \| \| \| \| \| \| \| \| \| \| 18. Fernando de León Andrade y Llanos \| \| \| \| \| \| \| \| \| \| \| \| \| \| \| \| \| \| \| \| \| \| \| \| \| \| \| \| \| \| \| \| \| \| \| \| \| \| \| \| \| \| \| \| \| \| \| \| \| \| \| \| \| \| 9. Rosa de León y Riso \| \| \| \| \| \| \| \| \| \| \| \| \| \| \| \| \| \| \| \| \| \| \| \| \| \| \| \| \| \| \| \| \| \| \| \| \| \| \| \| \| \| \| \| \| \| \| \| \| \| \| \| \| \| 19. Francisca Rizo de Chávez y Cabañas \| \| \| \| \| \| \| \| \| \| \| \| \| \| \| \| \| \| \| \| \| \| \| \| \| \| \| \| \| \| \| \| \| \| \| \| \| \| \| \| \| \| \| \| \| \| \| \| \| \| \| \| \| \| 2. Juan del Solar Santisteban \| \| \| \| \| \| \| \| \| \| \| \| \| \| \| \| \| \| \| \| \| \| \| \| \| \| \| \| \| \| \| \| \| \| \| \| \| \| \| \| \| \| \| \| \| \| \| \| \| \| \| \| \| \| 5. Agustina de Santisteban y Cano \| \| \| \| \| \| \| \| \| \| \| \| \| \| \| \| \| \| \| \| \| \| \| \| \| \| \| \| \| \| \| \| \| \| \| \| \| \| \| \| \| \| \| \| \| \| \| \| \| \| \| \| \| \| 1. Pedro Alejandrino del Solar \| \| \| \| \| \| \| \| \| \| \| \| \| \| \| \| \| \| \| \| \| \| \| \| \| \| \| \| \| \| \| \| \| \| \| \| \| \| \| \| \| \| \| \| \| \| \| \| \| \| \| \| \| \| 6. Ramón Gabás \| \| \| \| \| \| \| \| \| \| \| \| \| \| \| \| \| \| \| \| \| \| \| \| \| \| \| \| \| \| \| \| \| \| \| \| \| \| \| \| \| \| \| \| \| \| \| \| \| \| \| \| \| \| 3. Manuela Gabás Solís \| \| \| \| \| \| \| \| \| \| \| \| \| \| \| \| \| \| \| \| \| \| \| \| \| \| \| \| \| \| \| \| \| \| \| \| \| \| \| \| \| \| \| \| \| \| \| \| \| \| \| \| \| \| 7. Evarista Solís \| \| \| \| \| \| \| \| \| \| \| \| \| \| \| \| \| \| \| \| \| \| \| \| \| \| \| \| \| \| \| \| \| \| \| \| \| \| \| \| \| \| \| \| \| \| \| \| \| \| \| \| |                                        |  |  |  |  |  |  |  |  |  |  |  |  |  |  |  |
| |                                        |  |  |  |  |  |  |  |  |  |  |  |  |  |  |  |
| | 16. Domingo del Solar y Ruíz           |  |  |  |  |  |  |  |  |  |  |  |  |  |  |  |
| |                                        |  |  |  |  |  |  |  |  |  |  |  |  |  |  |  |
| |                                        |  |  |  |  |  |  |  |  |  |  |  |  |  |  |  |
| | 8. Melchor del Solar y García          |  |  |  |  |  |  |  |  |  |  |  |  |  |  |  |
| |                                        |  |  |  |  |  |  |  |  |  |  |  |  |  |  |  |
| |                                        |  |  |  |  |  |  |  |  |  |  |  |  |  |  |  |
| | 17. Bernarda García y de la Peña       |  |  |  |  |  |  |  |  |  |  |  |  |  |  |  |
| |                                        |  |  |  |  |  |  |  |  |  |  |  |  |  |  |  |
| |                                        |  |  |  |  |  |  |  |  |  |  |  |  |  |  |  |
| | 4. Manuel del Solar y León             |  |  |  |  |  |  |  |  |  |  |  |  |  |  |  |
| |                                        |  |  |  |  |  |  |  |  |  |  |  |  |  |  |  |
| |                                        |  |  |  |  |  |  |  |  |  |  |  |  |  |  |  |
| | 18. Fernando de León Andrade y Llanos  |  |  |  |  |  |  |  |  |  |  |  |  |  |  |  |
| |                                        |  |  |  |  |  |  |  |  |  |  |  |  |  |  |  |
| |                                        |  |  |  |  |  |  |  |  |  |  |  |  |  |  |  |
| | 9. Rosa de León y Riso                 |  |  |  |  |  |  |  |  |  |  |  |  |  |  |  |
| |                                        |  |  |  |  |  |  |  |  |  |  |  |  |  |  |  |
| |                                        |  |  |  |  |  |  |  |  |  |  |  |  |  |  |  |
| | 19. Francisca Rizo de Chávez y Cabañas |  |  |  |  |  |  |  |  |  |  |  |  |  |  |  |
| |                                        |  |  |  |  |  |  |  |  |  |  |  |  |  |  |  |
| |                                        |  |  |  |  |  |  |  |  |  |  |  |  |  |  |  |
| | 2. Juan del Solar Santisteban          |  |  |  |  |  |  |  |  |  |  |  |  |  |  |  |
| |                                        |  |  |  |  |  |  |  |  |  |  |  |  |  |  |  |
| |                                        |  |  |  |  |  |  |  |  |  |  |  |  |  |  |  |
| | 5. Agustina de Santisteban y Cano      |  |  |  |  |  |  |  |  |  |  |  |  |  |  |  |
| |                                        |  |  |  |  |  |  |  |  |  |  |  |  |  |  |  |
| |                                        |  |  |  |  |  |  |  |  |  |  |  |  |  |  |  |
| | 1. Pedro Alejandrino del Solar         |  |  |  |  |  |  |  |  |  |  |  |  |  |  |  |
| |                                        |  |  |  |  |  |  |  |  |  |  |  |  |  |  |  |
| |                                        |  |  |  |  |  |  |  |  |  |  |  |  |  |  |  |
| | 6. Ramón Gabás                         |  |  |  |  |  |  |  |  |  |  |  |  |  |  |  |
| |                                        |  |  |  |  |  |  |  |  |  |  |  |  |  |  |  |
| |                                        |  |  |  |  |  |  |  |  |  |  |  |  |  |  |  |
| | 3. Manuela Gabás Solís                 |  |  |  |  |  |  |  |  |  |  |  |  |  |  |  |
| |                                        |  |  |  |  |  |  |  |  |  |  |  |  |  |  |  |
| |                                        |  |  |  |  |  |  |  |  |  |  |  |  |  |  |  |
| | 7. Evarista Solís                      |  |  |  |  |  |  |  |  |  |  |  |  |  |  |  |
| |                                        |  |  |  |  |  |  |  |  |  |  |  |  |  |  |  |
| |                                        |  |  |  |  |  |  |  |  |  |  |  |  |  |  |  |